# ТЕС Сатва
25°14′43″ пн. ш. 55°16′44″ зх. д. / 25.24528° пн. ш. 55.27889° зх. д.
ТЕС Сатва – колишня теплова електростанція на північному сході Об’єднаних Арабських Еміратів, котра знаходилась в місті Дубай неподалік від його порта. 
Певний час виробництво електроенергії в еміраті Дубай базувалось на генераторних установках з дизельними двигунами – саме ними були обладнані споруджені в 1961 – 1973 роках «станція А» та «станція В» загальною потужністю 60 МВт. Нарешті, в 1974-му у місті Дубай запрацювала газотурбінна ТЕС Сатва (відома також як «станція С»). До 1978-го тут запустили шістнадцять встановлених на роботу у відкритому циклі газових турбін загальною потужністю 320 МВт.
Станом на 2010 рік за ТЕС Сатва рахувалась номінальна потужність у 150 МВт, при цьому станція використовувалась лише як резервна на випадок покриття особливих пікових навантажень (можливо відзначити, що ще з 1980-х найбільшим енергогенеруючим об'єктом емірату стала розташована неподалік від Дубаю ТЕС Джебель-Алі, наразі найпотужніша в усій країні).
Як засвідчують наявні у геоінформаційних системах знімки, в 2014 році станція Сатва була демонтована.